# Real Observatorio de Madrid
El Real Observatorio de Madrid es una institución científica ubicada en una pequeña colina junto al parque del Buen Retiro, en Madrid, capital de España. Fundado en 1790, cuenta con varios edificios entre los que destaca el diseñado por Juan de Villanueva a finales del siglo XVIII. Actualmente, el Real Observatorio de Madrid alberga la sede del Observatorio Astronómico Nacional y del Observatorio Geofísico Central, ambos pertenecientes al Instituto Geográfico Nacional. Desde 2002, Rafael Bachiller es el director del Real Observatorio de Madrid.
Además de su valor arquitectónico, el Observatorio atesora una importante colección de instrumentos históricos, así como fondos bibliográficos y documentales. Desde 2021, el Observatorio forma parte del Patrimonio Mundial de la Unesco incluido dentro del llamado Paisaje de la Luz.

## Historia
El Real Observatorio de Madrid se funda en el siglo XVIII, cuando el marino ilustrado Jorge Juan y Santacilia sugirió al rey Carlos III la idea de crear un observatorio astronómico a la imagen de los observatorios con los que contaban las grandes capitales europeas. Carlos III incorporó esta idea dentro de un proyecto más amplio, el Eje de las Ciencias o Colina de las Ciencias, que incluía lo que hoy en día es el Museo Nacional del Prado (inicialmente destinado a Gabinete de Ciencias Naturales y sede de la Academia de Ciencias), el Real Jardín Botánico y el Real Observatorio Astronómico. De esta manera, el Observatorio responde al espíritu de la Ilustración, parte de un proyecto urbanístico que aúna ciencia y arquitectura neoclásica.
Se decidió ubicar el Observatorio junto a la antigua Ermita de San Blas, en lo que por aquel entonces era el extremo sureste de la ciudad de Madrid. El proyecto del Observatorio se encarga al arquitecto Juan de Villanueva y la primera piedra se coloca en el año 1790, reinando ya Carlos IV. Este mismo año se firma el decreto de constitución del Observatorio. El primer director fue el abate Salvador Jiménez Coronado, que fue enviado a Francia a profundizar en sus conocimientos astronómicos y aprender sobre el funcionamiento de los observatorios. En la primera etapa del Observatorio también fueron enviados a Inglaterra pensionados Carlos Rodríguez y Mario Fernández, que a su regreso a Madrid en 1794 desarrollarían un taller de instrumentos para el Observatorio.
Los observatorios astronómicos nacionales constituyen una de las instituciones más antiguas para investigación creada por los distintos gobiernos. A menudo, venían impulsados por la necesidad de desarrollar la geodesia, y por tanto la cartografía, como ocurría en el Observatorio de París, fundado en 1667. La astronomía por sí misma y su aplicación a la navegación fueron los principales objetivos de investigación en el Real Observatorio de Greenwich inglés, fundado en 1675. En las dos primeras décadas de existencia del Real Observatorio de Madrid, se adquirieron algunos excelentes instrumentos, incluyendo varios telescopios diseñados y construidos por William Herschel: dos telescopios de siete pies de distancia focal (unos dos metros) y un gran telescopio de 25 pies de focal (casi ocho metros). También se compraron varios relojes de precisión, que destacaban entre los mejores de su época para la medida del tiempo.
Durante la guerra de Independencia, que comienza en 1808, las tropas de Napoleón invadieron el Observatorio e instalaron en ese lugar un polvorín. El edificio de Villanueva, que estaba prácticamente finalizado en 1808, quedó muy deteriorado como consecuencia de la guerra. Además, los soldados franceses destruyeron el gran telescopio de Herschel de 25 pies, al parecer, movidos por la necesidad inmediata de obtener leña y metal para munición, que pudieron fácilmente extraer de este gigantesco telescopio.
Tras los acontecimientos de la guerra de Independencia, el Observatorio vive un periodo de decadencia mantenido hasta su refundación en época de Isabel II. El director general de Instrucción Pública, Antonio Gil de Zárate, encargó una primera restauración del edificio de Villanueva al arquitecto mayor de la reina, Narciso Pascual Colomer. Este ya había diseñado el edificio del Congreso de los Diputados anteriormente. La obra se finaliza en 1846, con algunas modificaciones sobre el proyecto original de Villanueva, como la barandilla isabelina y los dos cupulines delanteros en la azotea (frente a los dos traseros del primer arquitecto). En torno a 1850 se comienzan las obras para la instalación de un círculo meridiano en el ala este del edificio de Villanueva. También se construyen allí dos salientes, con el objetivo de instalar un colimador que permitiera ajustar la alineación del telescopio meridiano.
Durante los siglos XIX y XX el Real Observatorio ganó nuevos edificios, creando el aspecto que hoy lo define. A mediados del siglo XIX se construye un edificio cupulado, en el que se localiza un telescopio ecuatorial y las viviendas de los astrónomos residentes, que fueron transformadas en despachos en 2004. En 1901 se da la construcción del Pabellón del Sol, denominado así por albergar el material adquirido para el estudio de los eclipses y la estructura de nuestra estrella. En 1944 se erige el Pabellón del Astrógrafo, con el objetivo de localizar allí un nuevo telescopio (el astrógrafo) que permitía tomar fotografías de objetos celestes. El edificio había sido diseñado por el arquitecto Antonio Rubio y este mismo arquitecto realizó una posterior ampliación en los años 50.
Más de cien años después de la primera restauración del edificio de Villanueva, se hace patente la necesidad de llevar a cabo una segunda, que finalizó en 1979. Esta se encargó a Antonio Fernández Alba, que consiguió gracias a su trabajo en el Observatorio el Premio Nacional de Restauración en 1980. En la década de 1980, Fernández Alba llevó a cabo también una intervención arquitectónica sobre el Pabellón del Sol y el Pabellón del Astrógrafo, llevándolos a su volumetría y detalles actuales. En 1995, el edificio de Villanueva fue declarado Bien de Interés Cultural, la más alta categoría de protección en la legislación nacional. Se consideró que el edificio constituye uno de los grandes ejemplos de la arquitectura neoclásica en el país, con un gran valor histórico y artístico.
En el Real Observatorio se sigue trabajando bajo el espíritu ilustrado que motivó su fundación. Ya no se llevan a cabo observaciones astronómicas, lo que sería impensable desde el centro de la ciudad, sino que se recogen datos de los grandes radiotelescopios de diversos puntos del planeta. Así, se llevan a cabo investigaciones del más alto nivel sobre el origen y evolución de estrellas y galaxias. También es sede de un grupo de geofísica del IGN, fundamental en la gestión de los sistemas e infraestructuras que alertan y controlan aquellos elementos que pueden influir en desastres naturales como terremotos o crisis volcánicas.

## El edificio de Villanueva
Juan de Villanueva fue uno de los grandes arquitectos del neoclasicismo en España. El neoclasicismo se centra en la búsqueda de las formas propias de la Antigüedad grecorromana, como es bien notable en la participación de Villanueva en el Observatorio. El edificio planteado se caracteriza por la sobriedad y la simetría, con un esbelto pórtico que define la fachada principal, con columnas rematadas con capiteles corintios. En lo alto, cuatro pequeñas cúpulas flanquean un gran templete que corona el edificio, rodeado por dieciséis columnas, esta vez terminadas en capiteles jónicos. Villanueva armoniza así distintos elementos característicos de la Antigüedad clásica. La simetría general de la construcción solo se rompe con la alargada ventana del círculo meridiano y las adiciones de los salientes para el colimador en el ala este.
Volumétricamente, la configuración general de la construcción se ha relacionado con Villa Capra, de Andrea Palladio, también estructurada en torno a una rotonda. A su vez, Villanueva pudo inspirarse en construcciones italianas para el templete, como el templo de Vesta en Tívoli o San Pietro in Montorio, de Bramante, que estudió de primera mano durante su estancia en Roma. En el templete, cada columna jónica tiene su correspondiente columna apilastrada sobre la que se aloja el cerramiento de cristal, y está rematado por una cúpula semiesférica.
En la obra original de Villanueva, una doble escalinata cubierta permitía acceder al edificio y una rampa lateral facilitaba la llegada de vehículos. Actualmente, la escalera se encuentra enterrada, como consecuencia de una serie de remodelaciones llevadas a cabo en la primera mitad del siglo XX.
La construcción del edificio dio comienzo en 1790 y estaba casi finalizada en 1808: solo faltaba acristalar el templete y situar en el pórtico unas estatuas de Gea y Urania. En ese año comenzó la invasión francesa, que afectó de manera evidente a la ciudad madrileña. Las tropas ocuparon el Observatorio y destruyeron el gran telescopio que había sido comprado a Herschel. Tras varias décadas de escasa actividad, en 1846, Pascual Colomer fue el encargado de llevar a cabo una primera restauración del edificio de Villanueva. Su intervención añadió dos cupulines en la parte delantera de la azotea y la barandilla isabelina. Cuando Fernández Alba llevó a cabo su intervención a finales del siglo XX, decidió mantener estas adiciones, que ya formaban parte de la historia de la construcción.
Además, a mediados del siglo XIX, se instala en el ala este del edificio de Villanueva un gran círculo meridiano, para lo que fue necesario practicar una abertura en forma de fina ventana. Esta no es paralela por completo a la pared este, curiosamente, por un error en la alineación inicial del edificio. La instalación de un colimador resultó además en dos protuberancias bajo dicha ventana. En 1865 se llegó a plantear la sustitución del icónico templete por una azotea plana, ya que en el Observatorio se realizaban también estudios meteorológicos y esta fisionomía habría sido más adecuada para ello. La Real Academia de Bellas Artes se negó rotundamente, por lo que se conservó el templete.
El edificio tiene una planta cruciforme, vertebrada en torno a una gran rotonda central. En lo alto del edificio, sobre el centro geométrico de la rotonda se sitúa el templete, aunque no tiene comunicación alguna con el resto del edificio por el interior (se accede a él desde la azotea). La rotonda es la sala central del edificio de Villanueva y alberga algunas de las piezas más notables de la colección del Observatorio. Destaca un gran péndulo de Foucault que se instaló en 1990 para conmemorar el bicentenario del Observatorio, y que demuestra la rotación de la Tierra. Mientras la Tierra gira sobre su eje, el péndulo oscila en un plano fijo en el espacio; así, al cambiar progresivamente su orientación relativa al edificio, el péndulo va derribando los pivotes de madera que lo rodean. Bajo el péndulo se sitúa una señal que indica la posición del meridiano de Madrid, y constituye al mismo tiempo una señal de nivelación de precisión y el origen geodésico del datum Madrid. En el siglo XIX comenzó a utilizarse el meridiano de Madrid como origen de longitudes de la cartografía terrestre. El meridiano de Cádiz, reemplazado en 1798 por el de San Fernando, era el utilizado desde el siglo anterior como referencia de la cartografía náutica. Estos meridianos se utilizaron en España hasta la adopción del meridiano de Greenwich a principios del siglo XX. La separación del meridiano de Madrid respecto al de Greenwich es de 3º 41’ 16.5’’.2.

### La biblioteca del Villanueva

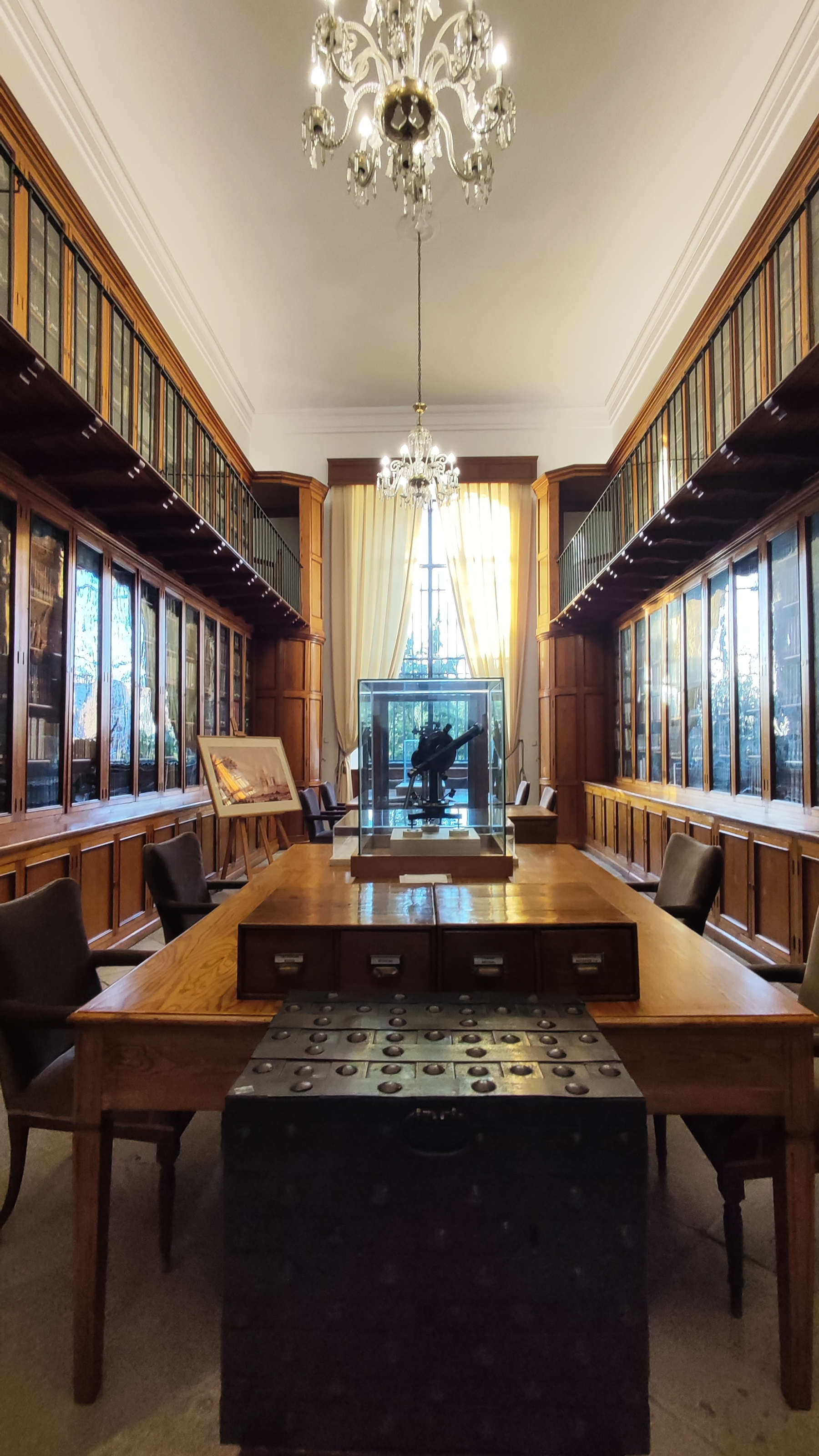
Interior de la biblioteca

En el ala oeste del edificio de Villanueva, y con acceso desde la rotonda, se sitúa la biblioteca histórica del Observatorio. La biblioteca se instaló alrededor del año 1880. Para ello se cubrieron las paredes con estanterías, se instalaron dos escaleras de caracol para subir a la planta superior y se tapiaron algunas ventanas. Conserva una amplia colección de libros, revistas científicas y cuadernos de observación, aunque mucho se destruyó durante la guerra de la Independencia. Actualmente, es posible encontrar en ella unos 10.000 volúmenes.
La biblioteca histórica del Real Observatorio de Madrid es un lugar de referencia en geofísica, ya que ahí se llevó a cabo la primera medida precisa de la aceleración de la gravedad en España. En ausencia de rozamiento con el aire, cualquier cuerpo en caída libre incrementa su velocidad a una tasa de 9,8 metros por segundo cada segundo, el famoso valor de g = 9,8 m/s2. Esta medida la llevó a cabo el geodesta Joaquín Barraquer y Rovira entre 1882 y 1883.

### La sala del círculo meridiano
La sala del círculo meridiano recibe este nombre en honor al telescopio que la preside, que fue instalado en 1854. Para poder llevar a cabo la labor de observación de los astros, se hicieron unas aberturas longitudinales en los muros, corrigiendo la orientación ligeramente equivocada que presentaba el edificio. Además, se dotó al telescopio de una escalera que permitía subir a una plataforma para poder leer los círculos del anteojo. 
También se dispuso de un sillón reclinable y rodante en los carriles, en el que se sentaba el astrónomo para observar los astros y determinar el momento exacto en que cruzaban el meridiano del lugar. Durante siglos, la rotación de la Tierra era el reloj natural más preciso con el que se contaba. Las unidades de tiempo (horas, minutos y segundos) se definían como fracciones de la duración del día solar, esto es, del tiempo que tarda el sol en dos pasos sucesivos por el meridiano del lugar. 
Los observatorios astronómicos encargados del servicio de conservación de la hora contaban con telescopios como este, llamados de círculo meridiano, especialmente diseñados para determinar con gran precisión el momento del paso de un astro por el meridiano del lugar. El Observatorio estuvo encargado de mantener la hora oficial de España durante gran parte de su historia. Por ello, en esta sala, podemos ver una serie de relojes, los cuales datan desde 1790, el más antiguo, hasta la década de los 50 del pasado siglo XX.

## El gran telescopio de Herschel

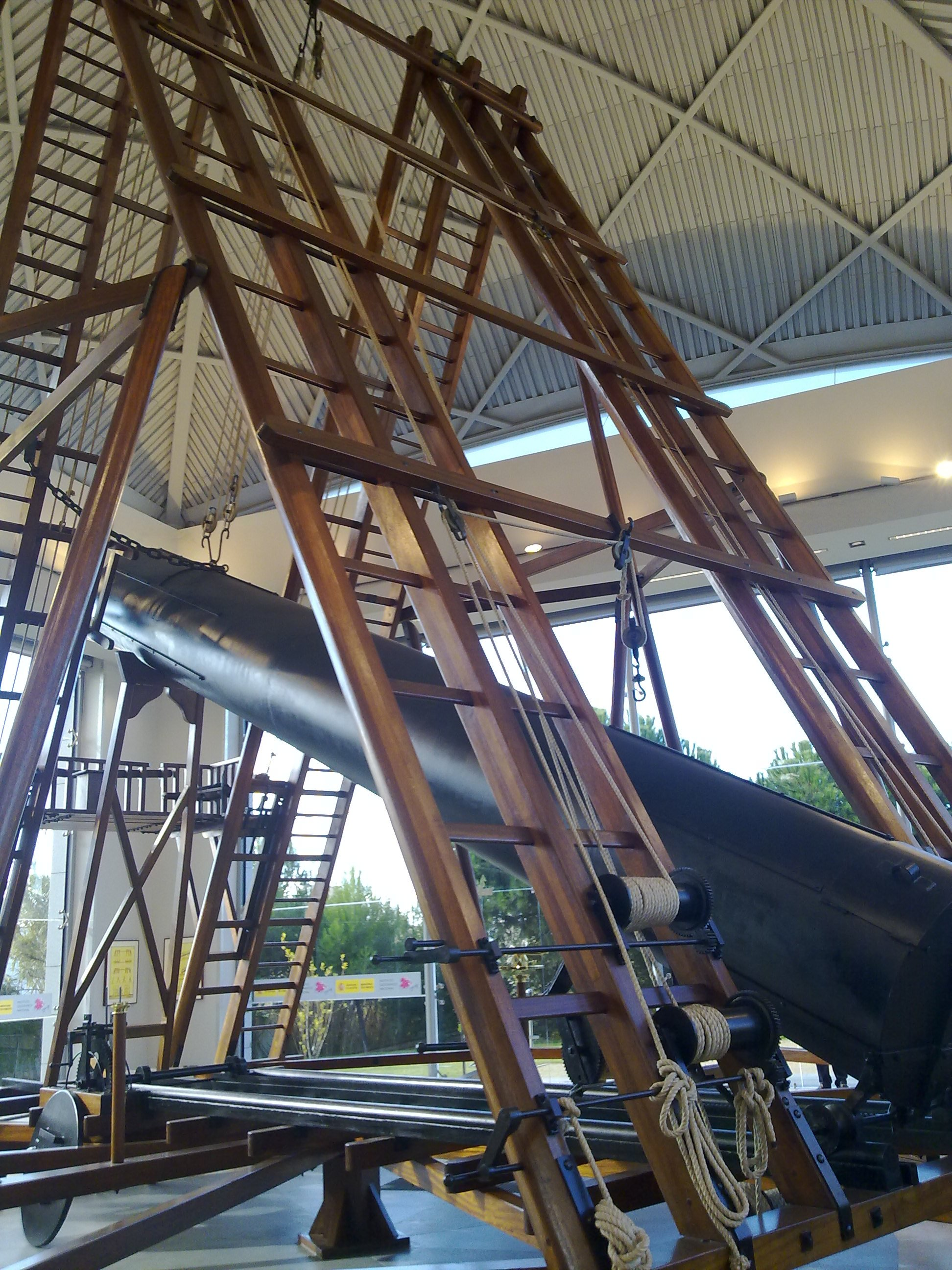
Reconstrucción del gran telescopio de Herschel de 25 pies en el Observatorio.

Durante la construcción del edificio de Villanueva, en 1802, tiene lugar uno de los grandes acontecimientos de la historia de la institución: la llegada del telescopio diseñado por William Herschel. En 1796 la corte española había encargado al astrónomo inglés la construcción de un telescopio de reflexión dotado de un espejo de 2 pies de diámetro (60 cm) situado en la parte posterior de un tubo de hierro batido de 25 pies de distancia focal (unos 7 metros y medio). El telescopio se construyó en un astillero inglés y contaba con dos espejos pulidos por el propio Herschel, que finalizó en 1798. Tras su montaje, pruebas de funcionamiento y mejoras realizadas por el propio Herschel, el telescopio fue embarcado en Londres a principios de 1802 y llegó a Madrid, donde se eligió un emplazamiento adecuado en el Observatorio. La primera observación astronómica documentada tuvo lugar el 18 de agosto de 1804. Este telescopio llegó a ser el segundo más grande de Europa y uno de los mejores de los construidos por Herschel.
El telescopio apenas pudo ser empleado para la observación astronómica, ya que, tan solo seis años después de su llegada a Madrid, comenzó la invasión napoleónica. Las tropas francesas consideraron el cerro del Observatorio como un punto estratégico, ocupándolo y empleando la reciente adquisición con fines bélicos: el hierro del tubo del telescopio fue fundido para producir munición y se utilizó la madera de la montura para hacer fuego y calentarse.
Los astrónomos de la época pudieron salvar los espejos de bronce pulidos por Herschel y las láminas originales de su construcción. Uno de los espejos originales se muestra actualmente en la rotonda del edificio de Villanueva. La conservación de los planos fue fundamental para llevar a cabo la reconstrucción del telescopio. El Pabellón Herschel muestra algunas reproducciones de estos planos. De la reconstrucción se encargó una empresa de astilleros de Bermeo, en Vizcaya, especializada en construir barcos de madera. Para la reconstrucción se buscó mantener todos los detalles del original, desde los elementos ópticos hasta los telescopios buscadores, así como el cuadrante de latón que permite determinar la elevación a la que se observa. Desde 2004 se puede visitar en el pabellón diseñado por el arquitecto Antonio Fernández Alba.

## Sala de las Ciencias de la Tierra y del Universo
Inaugurada en 2010, la Sala de Ciencias de la Tierra y del Universo consiste en un pequeño museo de una única planta que muestra al público una rica colección de instrumentos científicos cuyo origen se extiende desde el siglo XVIII hasta nuestros días. Lejos de limitarse a la astronomía, esta exposición enfatiza la relación entre los diversos campos que abarca el Instituto Geográfico Nacional, como son la geodesia, la cartografía y la geofísica, y que, de una manera u otra, guardan relación con la historia del Observatorio. El edificio de este museo fue proyectado por Antonio Fernández Alba, al igual que el pabellón que alberga la réplica del telescopio de Herschel, e incluye también una sala de conferencias en la planta sótano.
Entre los instrumentos astronómicos que se muestran, destacan unas elegantes esferas armilares, varios telescopios de los siglos XVIII y XIX, el gran telescopio Grubb adquirido en 1900 y un astrógrafo de los años 20, especializado en tomar fotografías del cielo. La sección de geodesia muestra varios círculos meridianos portátiles, teodolitos y la regla original de Ibáñez de Ibero, con la que se midió en 1858 la base fundamental de Madridejos. En el apartado de cartografía pueden verse una placa litográfica correspondiente a la hoja de Jaén del Mapa Topográfico Nacional, así como instrumentos de topografía y fotogrametría. En la sección de geofísica destacan varios sismógrafos, instrumentos geomagnéticos y muestras volcánicas de la erupción submarina de El Hierro de 2011-2012 y de la erupción de La Palma de 2021.

## Actividad científica
En el Real Observatorio de Madrid se han llevado a cabo actividades científicas de manera ininterrumpida desde el siglo XVIII hasta nuestros días. Se fundó como el primer observatorio con enfoque científico en España y formaba parte del llamado “eje de las ciencias”. En 1904, el Observatorio se integró en el Instituto Geográfico Nacional. Actualmente, la institución alberga la sede del Observatorio Astronómico Nacional de España, perteneciente a la Subdirección General de Astronomía y Geodesia, y la sede del Observatorio Geofísico Central, perteneciente a la Subdirección General de Vigilancia, Alerta y Estudios Geofísicos, ambos pertenecientes al Instituto Geográfico Nacional. 
Como sucedía en la mayoría de los observatorios en esta época, el Real Observatorio era el encargado del servicio de conservación de la hora. Mantuvo esta función hasta los años sesenta del pasado siglo, cuando todavía se recibían llamadas para consultar la hora. Desde sus orígenes, el Observatorio cubrió un amplio abanico de campos de estudio, desde la física solar y estelar a la mecánica celeste, el desarrollo de instrumentación y las aplicaciones en geodesia. Durante todo el siglo XIX, el Observatorio tuvo encomendadas labores de meteorología, considerados entonces como un complemento de los estudios astronómicos, prolongándose la actividad en este campo hasta los primeros años del siglo XX. A partir de ese momento, el Observatorio concentra sus esfuerzos en la investigación astronómica y en el desarrollo de instrumentación asociada. En concreto, a comienzos del siglo XX, se llevaron a cabo importantes estudios de heliofísica, incluyendo misiones para observar varios eclipses totales de Sol visibles desde España.
En los años 70, se inicia una nueva línea de investigación y desarrollo instrumental, la radioastronomía, para lo cual se crea el Centro astronómico de Yebes, en Guadalajara. La línea de investigación en radioastronomía se ha reforzado en las últimas décadas con la participación del Observatorio en el Instituto hispano-franco-alemán de radioastronomía milimétrica (IRAM), el Consorcio europeo para la interferometría de muy larga línea de base (EVN/JIVE) o el Servicio internacional de VLBI para geodesia y astrometría (IVS).
Hoy en día, en este recinto se reciben datos de algunos de los mejores telescopios del mundo, como ALMA (en el desierto de Atacama, Chile), NOEMA (en los Alpes franceses) o diversos telescopios espaciales. Así, se llevan a cabo investigaciones punteras en numerosos campos de la astrofísica, tanto en nuestra propia galaxia como en galaxias externas. Desde este recinto se realiza también una importante labor de vigilancia volcánica, con una especial atención a las islas Canarias.

## Directores del Observatorio
- 1790-1808: Salvador Jiménez Coronado[27]
- 1816: José Miguel de Saraza
- 1821-1824: José Rodríguez González[28]
- 1835-1840: Domingo Fontán Rodríguez[29]
- 1841-1843: Jerónimo Campo y Roselló[30]
- 1843-1849: Manuel Pérez Verdú
- 1848-1851: Juan Chavarri
- 1851-1871: Antonio Aguilar y Vela[31]
- 1871-1872: Miguel Merino y Melchor[32]
- 1872-1882: Antonio Aguilar y Vela[31]
- 1882-1898: Miguel Merino y Melchor[32]
- 1898-1899: Vicente Ventosa y Martínez de Velasco[33]
- 1899-1919: Francisco de Íñiguez e Íñiguez[34]
- 1919: Carlos Puente y Úbeda
- 1919-1927: Antonio Vela Herranz[35]
- 1927-1931: Francisco Cos y Mermería
- 1931-1934: Victoriano Fernández Ascarasco
- 1934-1939: Pedro Carrasco Garrorena[36]
- 1939-1940: Guillermo Sanz Huellín
- 1940-1952: José Tinoco Acero
- 1952-1971: Rafael Carrasco Garrorena
- 1971-1972: Mariano Martín Lorón
- 1972-1984: José Pensado Iglesias
- 1984-1989: Manuel López Arroyo
- 1989-2002: Jesús Gómez González[11]
- 2002-actualidad: Rafael Bachiller García[37]